# Fallait pas commencer
Singles de Lio
Les brunes comptent pas pour des prunes Je casse tout ce que je touche
Fallait pas commencer est le deuxième extrait de l'album Pop Model de Lio. Il est écrit et composé par Jacques Duvall et Jay Alanski, et produit par Michel Esteban.

## Historique
Ce titre atteint la 5e position au Top français et est l'un des plus gros succès de Lio.

## Clip
Costa Kékémenis, qui avait déjà réalisé le clip des Brunes comptent pas pour des prunes, produit un court métrage intitulé French Girl on the Loose en guise de clip, avec le titre Barbie en introduction.

## Supports

### 7" single
1 - Fallait pas commencer
2 - Barbie

### 12" maxi
1 - Fallait pas commencer (Special DJ Remix par Manu Guiot)
2 - Fallait pas commencer
3 - Hot Love